# Register der Traditionellen Lebensmittel
Das Register der Traditionellen Lebensmittel oder kurz Traditionelle Lebensmittel ist ein Verzeichnis des österreichischen Bundesministeriums für Landwirtschaft, Regionen und Tourismus (Lebensministerium), in dem traditionelle Lebensmittel in Österreich als Kulturgut gelistet sind. Dieses Register ist Bestandteil des Traditionellen Wissens.

## Grundlagen
In dieser Liste werden Lebensmittel erfasst, die in Österreich seit mindestens drei Generationen oder 75 Jahren kultiviert oder verarbeitet werden.
Das Lebensministerium erfasst mit dem Kuratorium Kulinarisches Erbe Österreich und der Agrarmarkt Austria die Produkte nicht nur namentlich, sondern dokumentiert die Herstellung sowie die Entstehung dieser Lebensmittel. Auch die Region selbst, aus der diese stammen, wird dabei erfasst und damit insgesamt ein kulinarischer Atlas erstellt. Aber auch der sprachliche Aspekt wird dabei beschrieben, das heißt auch die Herkunft der Bezeichnungen, die ja nicht immer leicht herauszufinden ist.
Dieser kulinarische Atlas ergibt dann Regionen, die ihrerseits wieder in dem abgeleiteten Projekt Genussregion Österreich und den untergeordneten Genussregionen erfasst werden. Neben der Erhaltung des traditionellen Wissens ergibt sich auch eine touristisch vermarktbare Grundlage.
Für jede Spezialität sind folgende Angaben im Register enthalten:
- eine Beschreibung des Produktes,
- eine Kurzdarstellung des Traditionellen Wissens,
- Informationen um die erste historische Offenlegung,
- eine Beschreibung der besonderen Herstellungsweise
- die Verbindung zur Region und dem Traditionellen Wissen zum Schlüsselwort
- eine Liste der verwendeten Referenzen und Literatur.

### Kulturelles und wirtschaftliches Anliegen
Hintergrund dieser Liste ist, „die Wurzeln österreichischer Ess- und Trinkkultur, Rezepturen und typisch österreichische landwirtschaftliche Rohprodukte vor dem Verschwinden und dem Aussterben zu bewahren.“ Dabei wird angestrebt, auf Basis der Forschung über die Entstehungsgeschichte der österreichischen Küche und der Inventarisierung landwirtschaftlicher Hersteller und der Gastronomie diejenigen Produkte zu identifizieren, die eigenständige und charakteristische Entwicklungen in Österreich darstellen. Parallel dazu steht auch die Initiative der UNESCO zum Schutz des immateriellen Kulturerbes in Österreich, in dem ebenfalls einige kulinarische Traditionen verankert sind.
Neben der Erhaltung soll das Register auch der Kommunikation dieser Werte dienen, und das Interesse an den Lebensmitteln und Produktionsmethoden, die Wertschätzung („und damit Bereitschaft, für Qualität auch zu bezahlen“) fördern, und das Konsum- und Ernährungsverhalten („Herkunft und Qualität korrelieren unmittelbar mit gesunder Ernährung“) beeinflussen. Damit gliedert sich die Initiative in zentrale Strukturförderungsprogramme wie das Bodenschutz und Agrar-Umweltprogramm ÖPUL (Österreichisches Programm für umweltgerechte Landwirtschaft), die Bio-Aktionsprogramme des BMLFUW seit den 2000ern, wie auch LEADER, das Regionalprogramm der EU, ein.

### Rechtliche Rahmenbedingungen
Die Liste ist komplett bei der Weltorganisation für geistiges Eigentum (WIPO) der UNO notifiziert, damit war Österreich das erste Land, das sein kulinarisches Kulturerbe auch international registrieren ließ. Zentrales Anliegen ist, Kulturleistungen der österreichischen Landwirtschaft und Küche als geistiges Eigentum der Allgemeinheit zu deklarieren, und auf Basis internationaler Abkommen zu schützen. Dabei sind sowohl Leistungen der Zucht wie der Zubereitung als schützenswertes Gut verankert. Damit soll verhindert werden, dass sich beispielsweise jemand die Gensequenz einer registrierten Rasse oder Sorte oder auch Teile daraus oder daraus abgeleitete Produkte patentieren lässt, oder allgemeinübliche Herstellungsweisen und Zutaten. Daher wird auch ein Nachweis des länger Überlieferten gefordert, der etwa im Rahmen der 70-Jahresfrist des Urheberrechts liegt.
Im Gegensatz zu geschützten Angaben, wie g.g.A. oder garantiert traditionelle Spezialität (g. t. S., VO (EWG) 1848/1993) geht mit dem Eintrag kein markenrechtlicher Schutz der Bezeichnung einher. Im Register geführt werden aber auch einige durch Herkunftsbezeichnungen geschützte Produktgruppen.

## Gliederung
Die in die Liste eingetragenen Lebensmittel, die 2013 aus 226 Positionen bestand, lassen sich wie folgt unterteilen:
- Käse (23 Käsesorten)
- Fleisch
  - Rindfleisch (15 Rinderrassen)
  - Kalbfleisch (1 Rasse)
  - Schweinefleisch (6 Rassen)
  - Schaffleisch und Ziegenfleisch (14 Rassen)
  - Hühnerfleisch (2 Rassen)
  - Weiteres Geflügelfleisch (3 Tierarten)
  - Wildfleisch (Wildarten aus 5 Regionen)
  - Fleischprodukte (32 Wurstsorten und Fleischprodukte)
- Fisch (8 Fischarten aus bestimmten Regionen)
- Obst (15 Obstarten aus verschiedenen Regionen)
- Feldfrüchte (21 verschiedene Feldfrüchte aus österreichischen Regionen)
- Spezialkulturen (14 unterschiedliche Feldpflanzen und deren Regionen)
- Öl (2 Ölarten)
- Honig (1 Art)
- Getränke (31 alkoholfreie und alkoholische Getränke nach deren Rohprodukt und Region)
- Speisen (33 verschiedene Speisen nach Herkunft)

## Außenwirkung
Das Register mit seinem Inhalt wird selbst kaum beworben. Allerdings ist das Register Grundlage für die Mitgliedschaft von Herkunftsregionen in den Genussregionen Österreich, einer der zentralen Strategien in der Entwicklung des ländlichen Raumes, sowohl in Hinblick auf Fremdenverkehr wie auf Identitätsbildung in der Region selbst. Somit wird ein Gutteil der Lebensmittel, die im Register enthalten sind, über die mehr als 100 Regionen beworben.